# 加济安泰普省
加济安泰普省（土耳其語：Gaziantep ili）是位于土耳其中南部的一个省，首府加济安泰普。加济安泰普省自古以来就是一个重要的贸易中心，也是土耳其主要的制造业聚集区之一。它的农业以开心果为主。面积7,194平方公里。
2023年2月6日土耳其南部發生規模7.8的強烈地震，由於震央正好位於该省，造成嚴重傷亡。